# Р
Р, р – litera cyrylicy, wywodząca się od greckiego Ρ. Jej odpowiednikiem w alfabecie łacińskim (i polskim) jest R.

## Kodowanie
| Znak                   | Р                          | Р                          | р                        | р                        |
| ---------------------- | -------------------------- | -------------------------- | ------------------------ | ------------------------ |
| Nazwa w Unikodzie      | Cyrillic Capital Letter Er | Cyrillic Capital Letter Er | Cyrillic Small Letter Er | Cyrillic Small Letter Er |
| Kodowanie              | dziesiątkowo               | szesnastkowo               | dziesiątkowo             | szesnastkowo             |
| Unicode                | 1056                       | U+0420                     | 1088                     | U+0440                   |
| UTF-8                  | 208 160                    | d0 a0                      | 209 128                  | d1 80                    |
| Odwołania znakowe SGML | &#1056;                    | &#x0420;                   | &#1088;                  | &#x0440;                 |
| Macintosh Cyrillic     | 143                        | 8F                         | 239                      | EF                       |
| ISO 8859-5             | 191                        | BF                         | 223                      | DF                       |
| Windows-1251           | 207                        | CF                         | 239                      | EF                       |
| Code page 855          | 221                        | DD                         | 216                      | D8                       |
| KOI8-R i KOI8-U        | 240                        | F0                         | 208                      | D0                       |